# Helstrom
Helstrom est une série télévisée créée par Paul Zbyszewski pour le service de vidéo à la demande Hulu et diffusée à partir d'octobre 2020. Ne faisant pas partie de l'Univers cinématographique Marvel, elle met en scène les personnages de Daimon et Satana Hellstrom.
Tous deux, enfants d'un serial killer et d'une femme possédée par un démon, enquêtent sur des affaires liées au surnaturel.
Au Canada et dans les pays francophones, la série est diffusée depuis le 23 février 2021 sur le service Disney+, via la chaîne virtuelle Star.

## Distribution

### Personnages principaux
- Tom Austen (VF : Damien Boisseau) : Daimon Helstrom
- Sydney Lemmon (en) (VF : Elsa Davoine) : Ana Helstrom
- Elizabeth Marvel (VF : Martine Irzenski) : Victoria Helstrom / Mère / Lily / Kthara
- Robert Wisdom (VF : Thierry  Desroses) : Caretaker (en)
- Ariana Guerra (VF : Claire Pérot) : Gabriella Rossetti
- June Carryl (VF : Virginie Emane) : Dr. Louise Hastings
- Alain Uy (VF : Glen Hervé) : Chris Yen

### Personnages secondaires
- Daniel Cudmore : Keith Spivey / Basar
- Deborah Van Valkenburgh : Esther Smith
- David Meunier : Finn Miller
- Trevor Roberts : Joshua Crow / Raum
- Hamza Fouad : Derrick Jackson

## Liens avec l'univers cinématographique Marvel
Une série consacrée à Ghost Rider était prévue avec Helstrom pour créer un sous-univers Marvel intitulé "Spirits of Vengeance" qui serait relié à l'univers cinématographique Marvel,. Bien que le projet de série Ghost Rider ait été abandonné, Helstrom devait être la première série d'un groupe nommé Adventure into Fear. En décembre 2019, la fin de Marvel Television entraîne celle des séries prévues. En octobre 2020, Zbyszewski explique que Helstrom ne fait pas partie du MCU,.

## Diffusion
Helstrom est diffusé sur Hulu le 16 octobre 2020. Dix épisodes constituent cette unique saison.

## Réception
La critique de cette série a été mauvaise entraînant son arrêt après les dix premiers épisodes. Rotten Tomatoes montre un taux d'appréciation de 27% avec une note moyenne de 4.97/10.